# Роккетта-Нервина
Роккетта-Нервина (итал. Rocchetta Nervina) — коммуна в Италии, располагается в регионе Лигурия, в провинции Империя.
Население составляет 257 человек (2008 г.), плотность населения составляет 17 чел./км². Занимает площадь 15 км². Почтовый индекс — 18030. Телефонный код — 0184.
Покровителем коммуны почитается святой первомученик Стефан, празднование 26 декабря.

## Демография
Динамика населения:

## Администрация коммуны
- Официальный сайт: http://www.rocchettanervina.com